# Costacosa
Genre
Costacosa est un genre d'araignées aranéomorphes de la famille des Lycosidae.

## Distribution
Les espèces de ce genre sont endémiques d'Australie-Occidentale.

## Liste des espèces
Selon World Spider Catalog (version 17.0, 31/03/2016) :
- Costacosa dondalei Framenau & Leung, 2013
- Costacosa torbjorni Framenau & Leung, 2013

## Publication originale
- Framenau & Leung, 2013 : Costacosa, a new genus of wolf spider (Araneae, Lycosidae) from coastal north-west Western Australia. Records of the Western Australian Museum, Supplement, vol. 83, p. 173-184 (texte intégral).